# Nils Frykdahl
Nils James Larson Frykdahl (ur. w Oakland) – amerykański muzyk najbardziej znany ze współpracy z Sleepytime Gorilla Museum i już nieistniejącym zespołem Idiot Flesh.
W 1989 uzyskał tytuł licencjata w dziedzinie muzyki na University of California, Berkeley.
Jest również członkiem Faun Fables i Darling Freakhead.

## Dyskografia

### W Faun Fables[3]
- Early Song (LP, 1999)
- Mother Twilight (LP, 2001)
- Family Album (LP, 2004)
- The Transit Rider (LP, 2006)
- Light of a vaster dark (LP, 2010)

### W Idiot Flesh
- Drip Demo (demo, 1986) (as Acid Rain)
- We Were All Very Worried (demo, 1987) (as Acid Rain)
- Tales of Instant Knowledge and Sure Death (full-length, 1990)
- Nothing Show (full-length, 1994)
- Teen Devil/Twitch (EP, 1995)
- Fancy (full-length, 1997)

### W Sleepytime Gorilla Museum
- Grand Opening and Closing (LP, 2001)
- Live (LP, 2003)
- Of Natural History (LP, 2004)
- The Face (DVD, 2005)
- In Glorious Times (LP, 2007)

### We Free Salamander Exhibit
- Undestroyed (LP, 2016)

### Gościnnie
- Barbez – Barbez (2004)[4]
- Sarajevo Blues – Charming Hostess (2004)
- An Inescapable Siren Therein And Other Whereabouts – Moe! Staiano Moe!kestra! (flet w utworze nr 5) (2006)
- Liver Oil – Uz Jsme Doma (2007)[5]
- Indukti – Idmen (2009)